# Зиберт, Эрих
Эрих Зиберт (нем. Erich Siebert); (7 мая 1910 — 1947, СССР) — немецкий борец вольного и греко-римского стилей, бронзовый призёр Олимпийских игр, серебряный призёр чемпионата Европы 

## Биография
Начал заниматься борьбой в возрасте 10 лет. В 1928 году стал чемпионом своего спортивного клуба ASV Bad Kreuznach . В том же году поступил на службу в полицию, перешёл в общество KSV Darmstadt, в 1929 году стал третьим на чемпионате страны по греко-римской борьбе. В 1931 году был четвёртым на чемпионате Германии,  в 1934 году стал чемпионом Германии по греко-римской борьбе. В 1935 остался четвёртым. В 1936 стал чемпионом страны по вольной борьбе и серебряным призёром по греко-римской.  
В 1934 году завоевал серебряную медаль чемпионата Европы по греко-римской борьбе. В 1935 году на чемпионате Европы по вольной борьбе был лишь седьмым.  
Представлял Германию на Олимпийских играх 1936 года и завоевал бронзовую медаль в полутяжёлом весе.
См. таблицу турнира
После игр перешёл в клуб ASV Mainz 1888. В 1937 году на чемпионате страны по вольной борьбе был третьим, в 1938 четвёртым по вольной и третьим по греко-римской борьбе. В 1939 году был лишь шестым. В 1942 году был вторым по греко-римской борьбе и третьим по вольной, в 1943 был шестыми по греко-римской борьбе, а в вольной завоевал звание чемпиона. 
До войны служил в СС, во время войны работал охранником в Лодзинском еврейском  гетто. В конце войны попал в плен и умер в 1947 году в одном из лагерей в Советском Союзе. 